# Andreas Linden
Andreas Heinrich Linden (* 20. Februar 1965 in Neuwied) ist ein ehemaliger deutscher Leichtathlet. Sein größter Erfolg war der achte Platz im Speerwurf bei den Weltmeisterschaften 1995.

## Sportliche Karriere
Andreas Linden startete bis 1993 für TuS Rot-Weiß Koblenz. Von 1994 bis 1999 warf er für den LAV Bayer Uerdingen/Dormagen und wechselte dann zum USC Mainz. Seine beste Platzierung bei Deutschen Meisterschaften war der zweite Platz 1987 hinter Klaus Tafelmeier. Seine Bestweite von 85,42 Meter warf er am 17. September 1995 in Mülheim-Kärlich.
Linden belegte bei den Militärweltspielen 1999 den dritten Platz. Zehn Jahre zuvor war er bereits Zweiter bei den Militärweltmeisterschaften gewesen.
Von 1986 bis 1997 trat Linden bei 13 Wettkämpfen mit der Nationalmannschaft an. 1987 schied er bei den Weltmeisterschaften in Rom in der Qualifikation aus. Acht Jahre später bei den Weltmeisterschaften 1995 in Göteborg erreichte Linden mit 80,76 Meter den achten Platz, wobei die anderen beiden deutschen Werfer vor ihm lagen. Boris Henry wurde Dritter und Raymond Hecht Vierter. Bei den Weltmeisterschaften 1997 in Athen erreichte nur Boris Henry das Finale. Hecht und Linden schieden in der Qualifikation aus. 1998 bei den Europameisterschaften in Budapest wurde Linden 14. der Qualifikation und verfehlte den Finaleinzug um weniger als einen Meter.